# Benedykt Herbest
Benedykt Herbest (ur. ok. 1531 w Nowym Mieście, zm. 4 marca 1598 w Jarosławiu) – polski jezuita, pisarz, literaturoznawca i pedagog, działający w okresie renesansu.

## Życiorys
Urodził się w rodzinie mieszczańskiej i był synem Stanisława i Zofii. W 1550 dzięki protekcji magnackiej ukończył studia (bakalaureat) w Akademii Krakowskiej. Pełnił funkcję rektora m.in. w szkołach miejskich we Lwowie (rektorem w 1555) i Krakowie (od 1558 przy kościele Mariackim) oraz w Skierniewicach (od 1560) u prymasa Jana Przerębskiego. Był profesorem w Akademii Krakowskiej (od 1561). W wyniku przegranego sporu z Jakubem Górskim - opuścił Kraków. W 1562 przeniósł się do Poznania, gdzie biskup Andrzej Czarnkowski powierzył mu katedrę teologii oraz stanowisko wykładowcy prawa w Akademii Lubrańskiego. W 1563 Czarnkowski nadał mu kanonię poznańską.
Herbest był również kaznodzieją katedralnym, a jego kazanie w 1564 otwierało obrady synodu diecezjalnego. Zwalczał reformację w Poznaniu. Po dziewięciu latach podjął decyzję o wstąpieniu do zakonu jezuitów i opuścił Poznań. W latach 1571–1572 przebywał na studiach w Rzymie, a później pracował w kolegiach zakonnych, m.in. w Pułtusku, Malborku i Jarosławiu. Następnie podjął się pracy duszpasterskiej na Podolu, Pokuciu, Lubelszczyźnie i Wołyniu. Od 1584 przebywał we Lwowie, by w 1594 powrócić do Jarosławia, gdzie zmarł 4 marca 1598. Był przeciwnikiem braci polskich, u których raziło go bratanie szlachty z chłopami.
Należał do zwolenników zjednoczenia Cerkwi prawosławnej z Kościołem łacińskim pod zwierzchnictwem papiestwa.

## Twórczość
Był autorem polemicznej Chrześcijańskiej porządnej odpowiedzi… (Kraków 1566), zwalczającej propagandę wyznaniową braci czeskich, którzy znaleźli schronienie w Wielkopolsce. Wydał również Naukę prawego chrześcijanina (Kraków 1566), jeden z pierwszych katechizmów w języku polskim. Był autorem prac o życiu i twórczości Cycerona oraz komentarza do eklogi Grzegorza z Sambora (Explicatio eclogae cum allegoria et poetica observatione). W dziele Periodica disputatio podał w wątpliwość definicję okresu retorycznego, sformułowaną przez Jakuba Górskiego w traktacie De periodis atque numeris oratoriis libri duo.
Jego prace cechowały elementy myślenia kontrreformacyjnego, czyli zaniechanie intelektualistycznych wywodów biblijnych, posługiwanie się dykteryjkami itp. Należał, obok Jakuba Wujka czy Piotra Skargi, do tego grona jezuitów, którzy wpłynęli na rozwój literatury polskiej.

### Dzieła
- Aequus index, Kraków 1562
- Chrześcijańska porządna odpowiedź, Kraków 1567
- Explicatio eclogae cum allegoria et poetica observatione, Kraków 1561
- M. T. Ciceronis vita e scriptis et verbis eiusdem descripta, Kraków 1561
- Nauka prawego chrześcijanina, Kraków 1566
- Orationis Ciceronianae… explicatio, Frankfurt am Main 1560
- Periodica disputatio, Kraków 1562
- Periodicae responsionis libri V, Leipzig 1566
- Wiary Kościoła rzymskiego wywody i greckiego niewolstwa historia, Kraków 1586

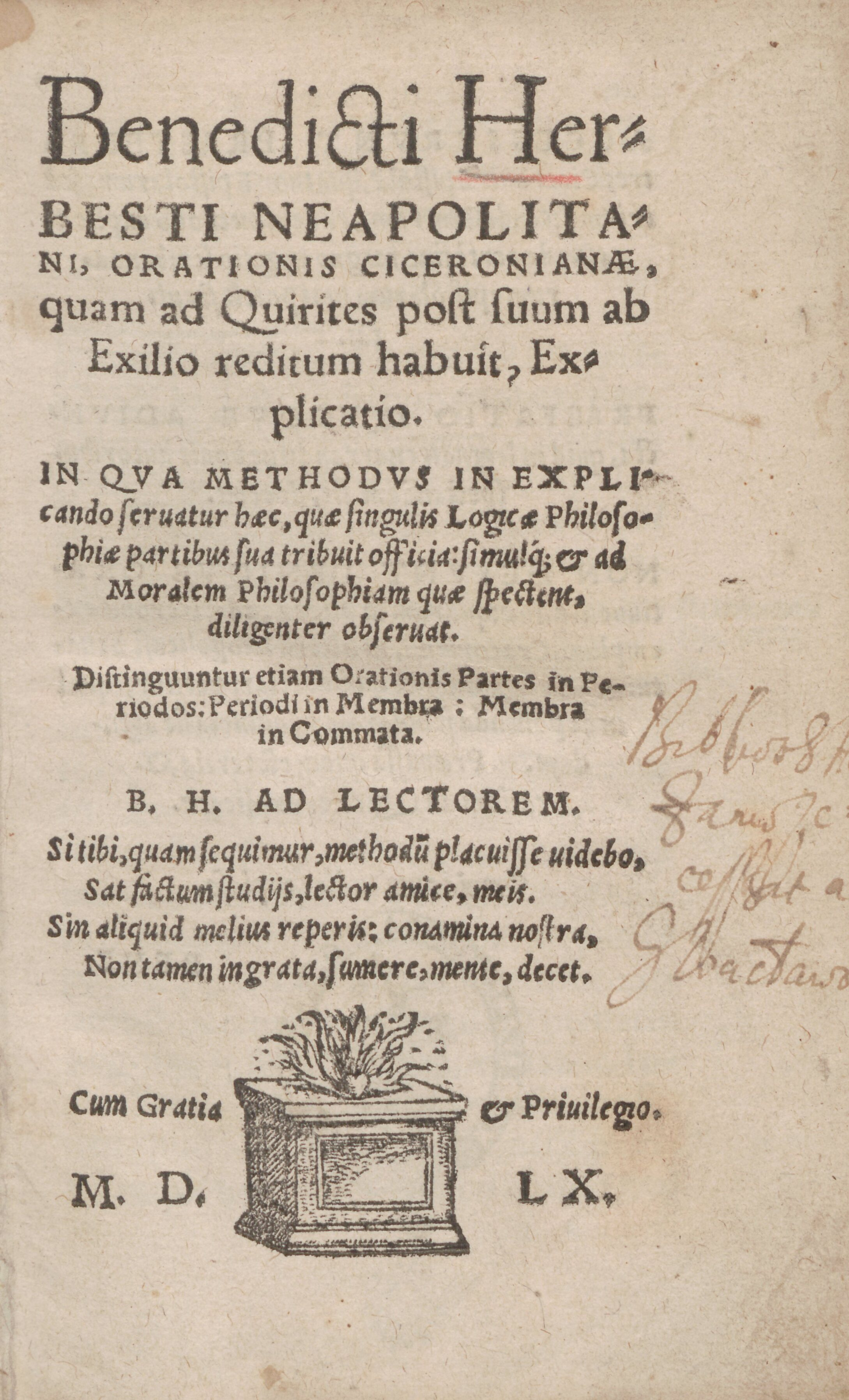
Orationis Ciceronianae 1560
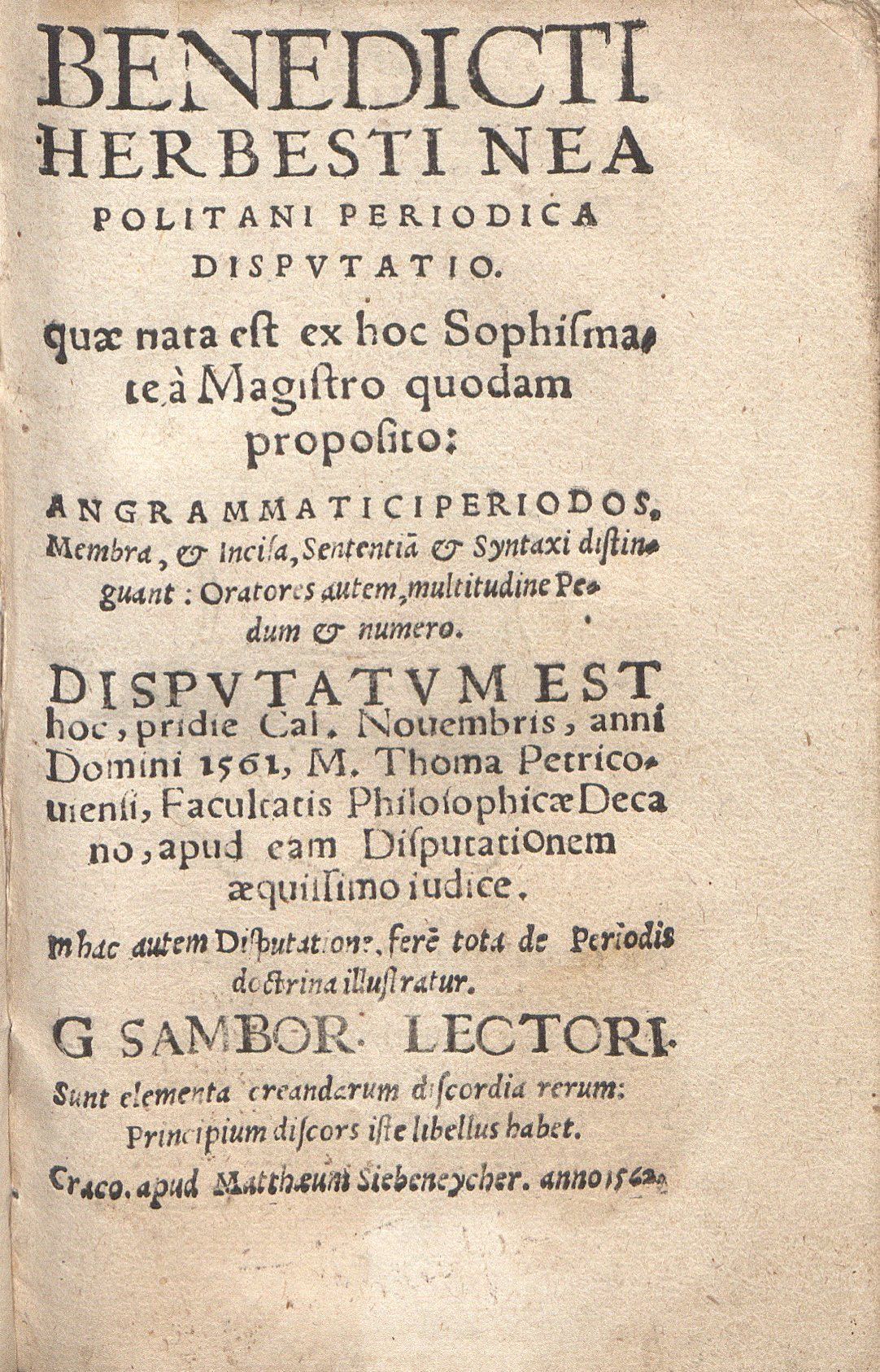
Periodica dispvtatio 1562
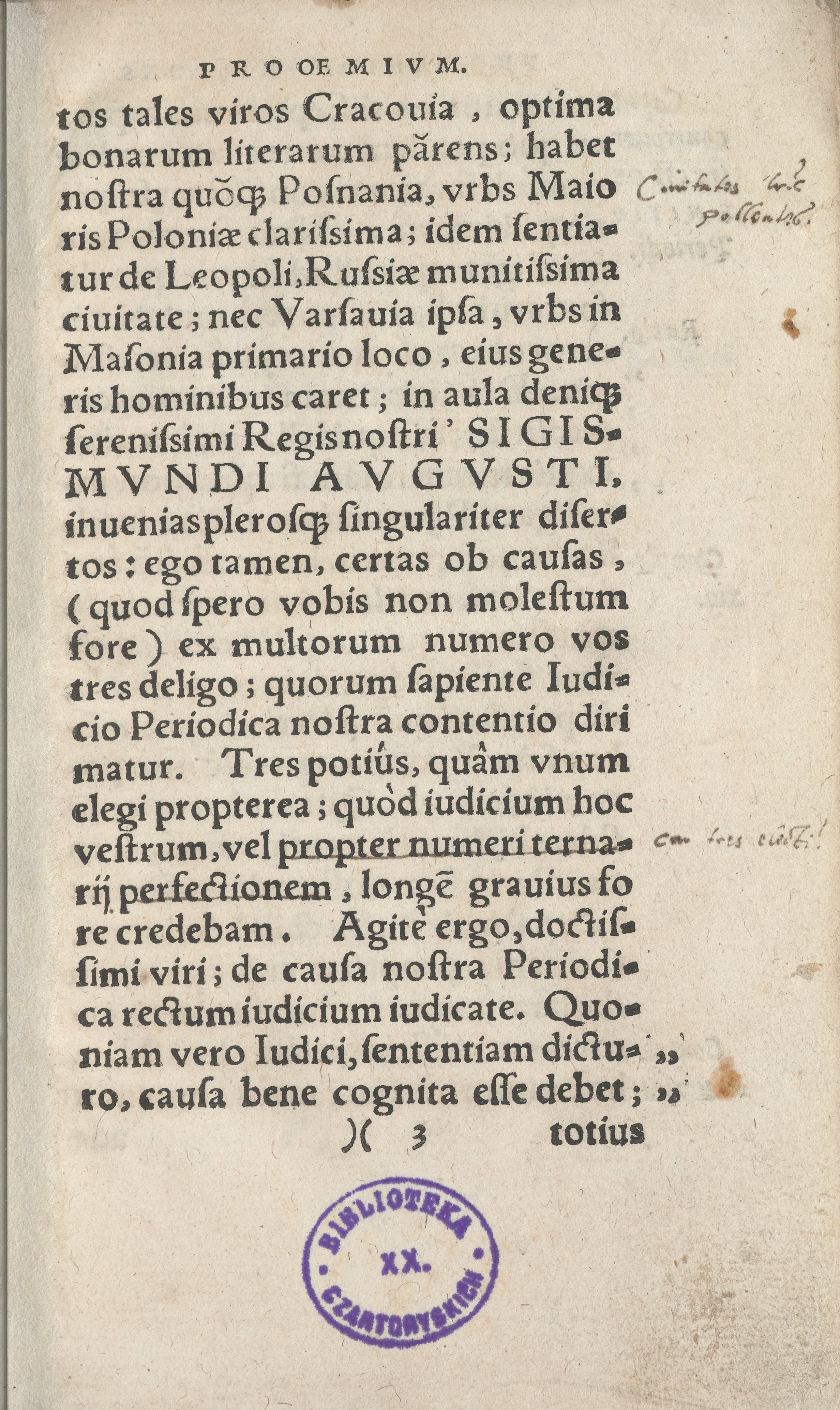
Periodicae Responsionis Libri V 1566
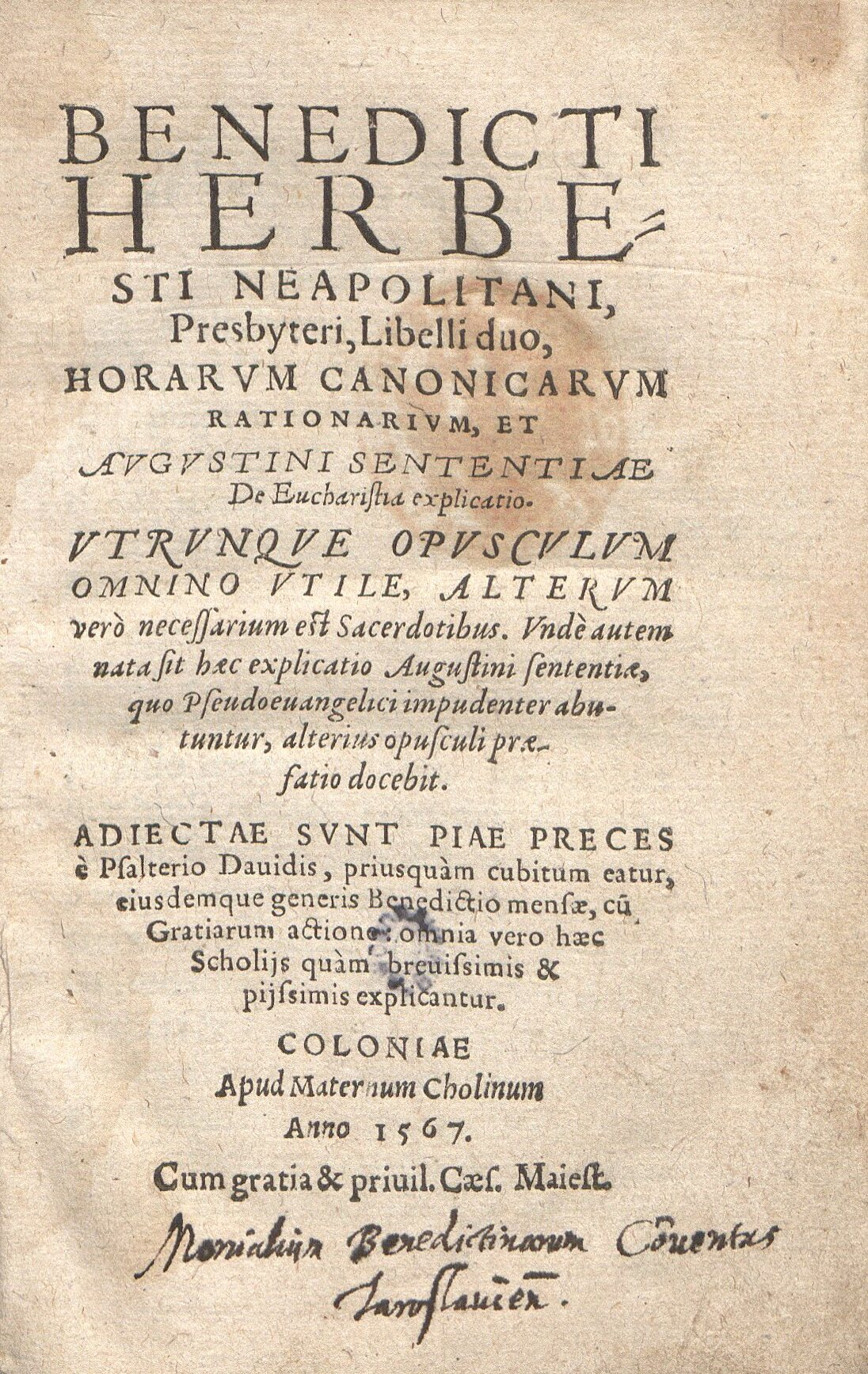
Libelli duo Horarvm canonicarvm rationarivm 1567
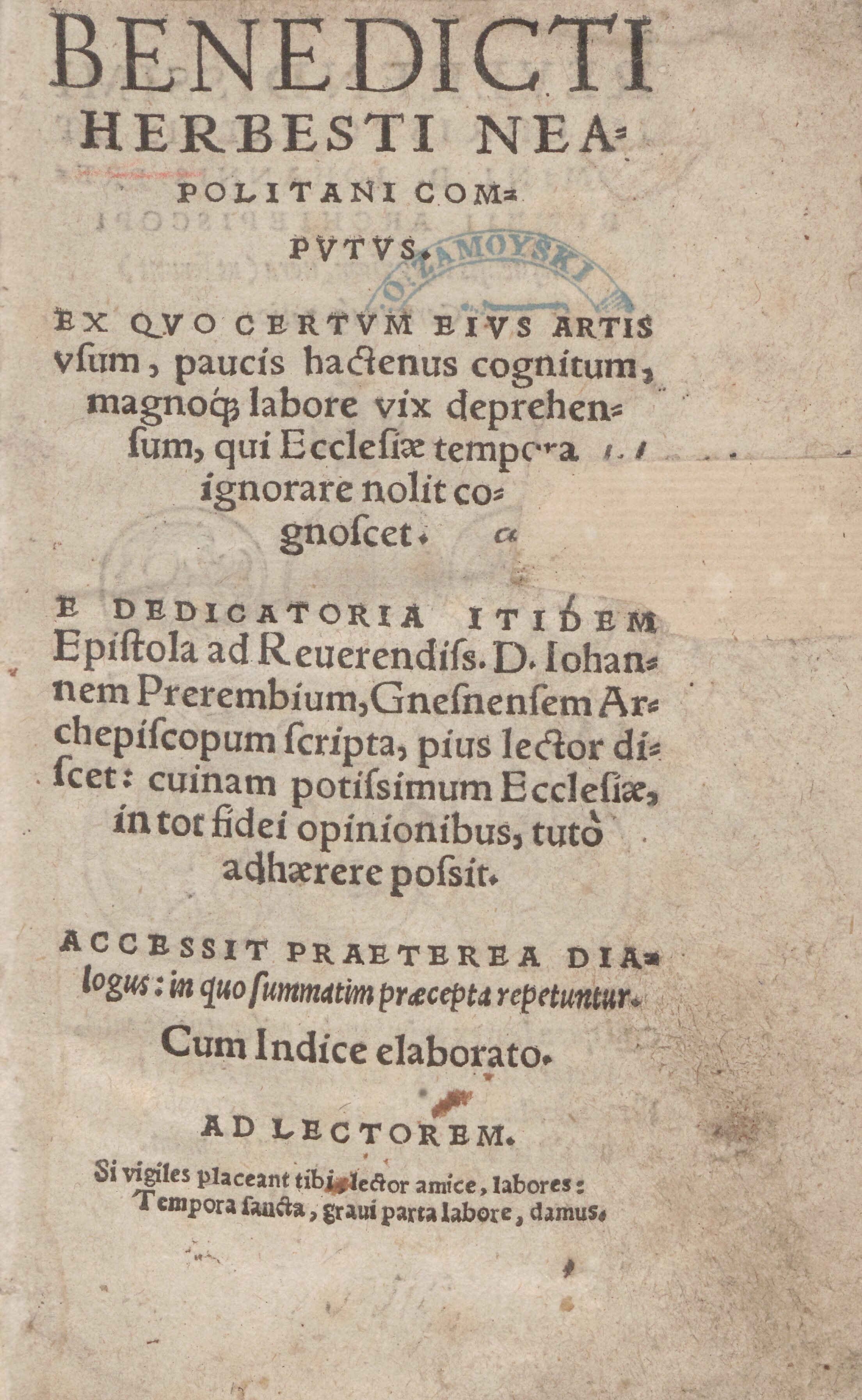
Neapolitani Compvtvs Accessit praeterea Dialogus 1559
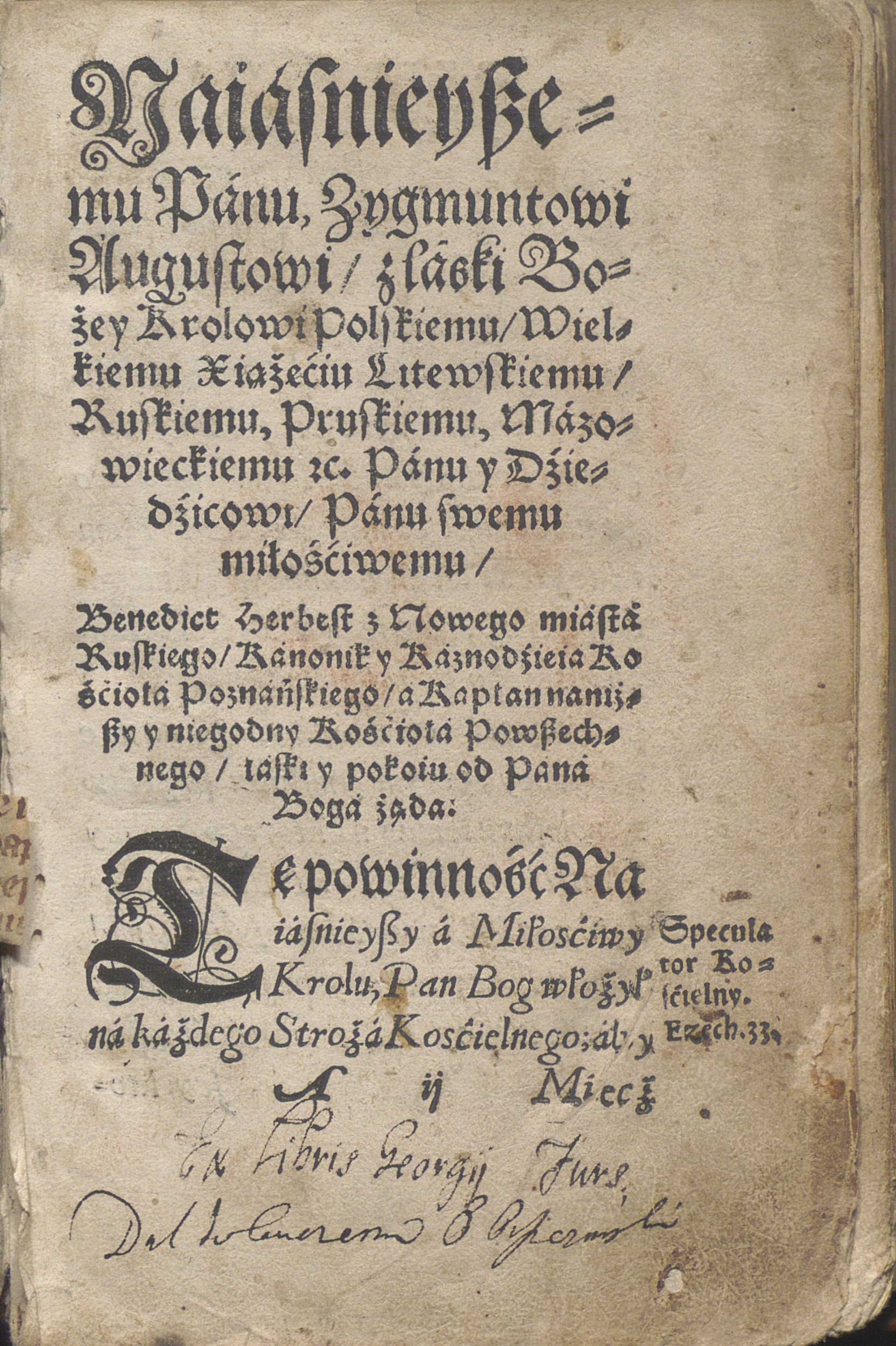
Chrześcijańska porządna odpowiedź na te confessia 1567
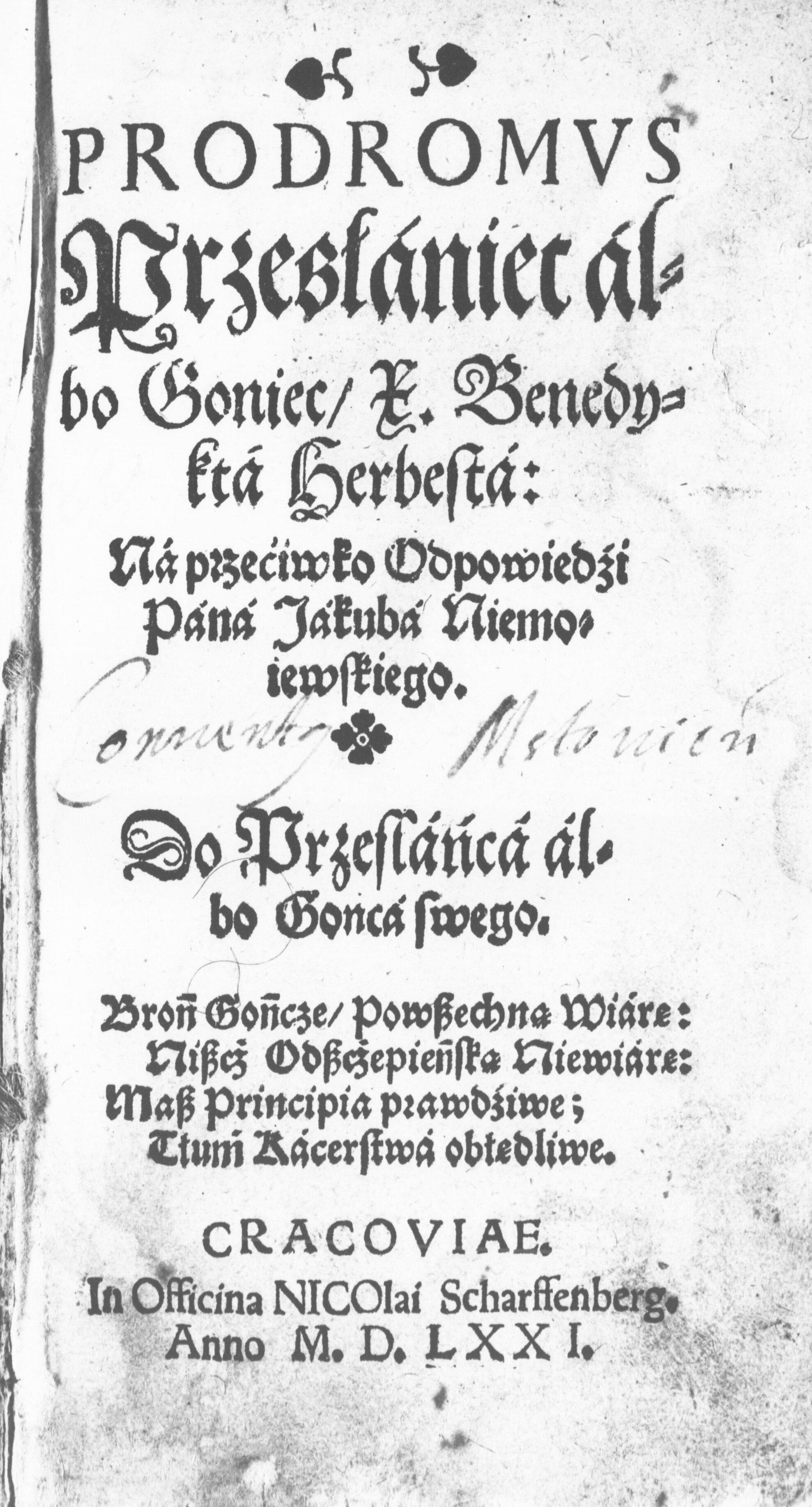
Prodromvs, przesłaniec albo goniec x. Benedykta Herbesta, naprzeciwko odpowiedzi pana Jakuba Niemojewskiego 1571
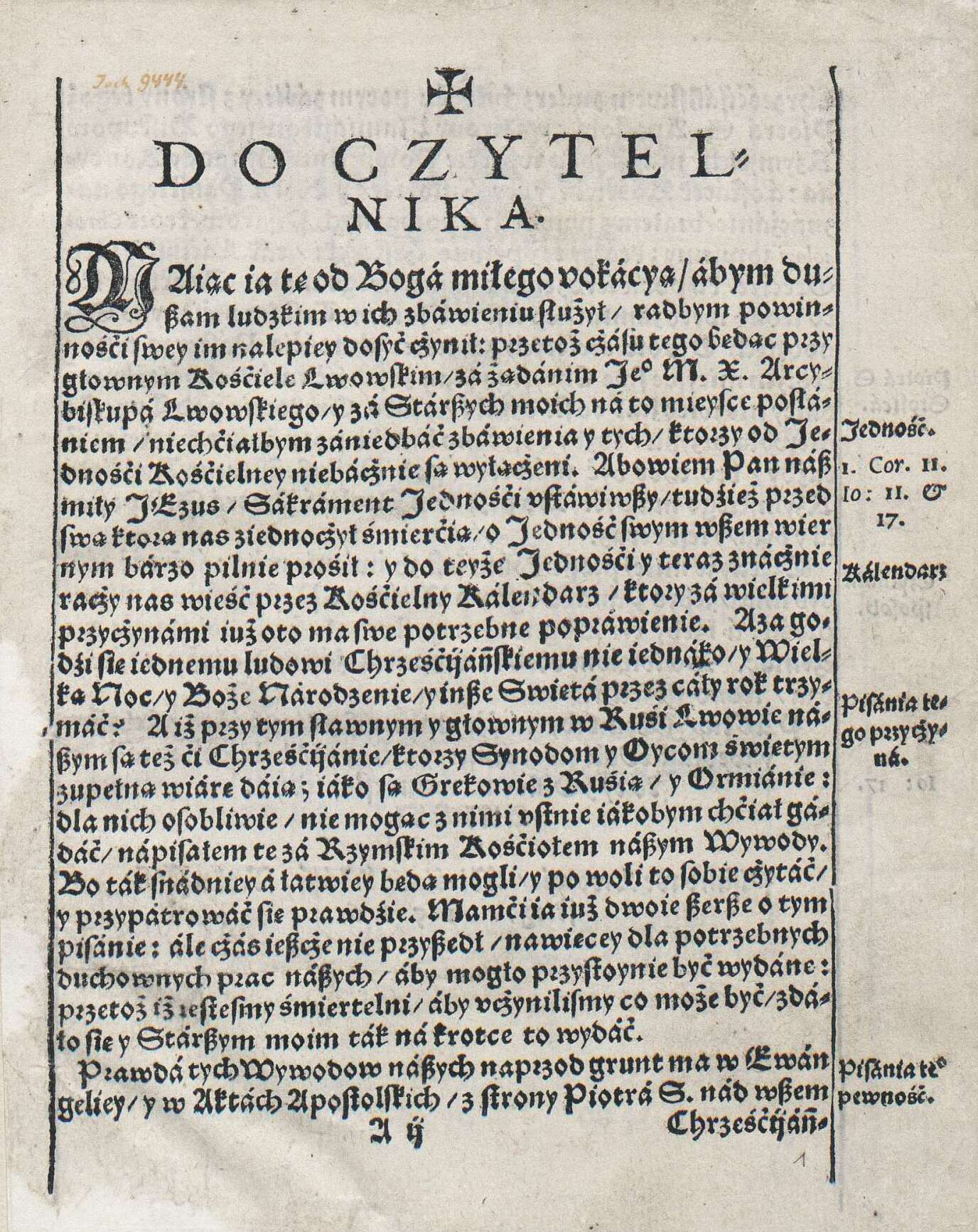
Wiary Kościola Rzymskiego wywody dla Rusi i Ormian osobliwie 1586